# Dvärgag
Dvärgag (Cyperus fuscus L.) är en art i familjen halvgräs.
Växten är ettårig konkurrenssvag art, som växer på naken och fuktig dy- eller sandmark som damm- och sjöstränder. Den växer i små nedliggande eller bågböjda tuvor. Stråna är trekantiga och i regel 5–15 centimeter långa. Bladen utgår från basen och är mjuka och platta. Axsamlingen är tillplattad och är huvudlikt sammansatt av 3–5 millimeter stora ax, som har tre oliklånga stödblad. Axfjällen är i två rader, svartbruna och med grön mittnerv. Blomman har två ståndare. Nöten är 0,7 millimeter, trekantig och gulaktig. Kromosomtalet är 2n=72.

## Utbredning

### Sverige
Dvärgag är en meteorisk art och det kan gå lång tid mellan fynden på samma plats. Den var vanligast under sjöregleringarnas tid på 1800-talet och fanns i Skåne och på Gotland samt något exemplar återfanns i Östergötland. Vid exkursion till Vombsjön år 1950 angavs att dvärgag fanns tämligen rikligt men därefter är uppgifterna om vildlevande exemplar fragmentariska och arten betraktades som utgången.
År 2013 återupptäcktes dvärgag på Vombsjön, framför allt dess sydvästra strand med sammanlagt knappt 3.000 exemplar.

### Utanför Sverige
Dvärgagen förekommer på enstaka platser på de danska öarna. Den har en sammanhängande utbredning över större delen av Syd- och Centraleuropa och förekommer även i Nordafrika och i Väst- och Centralasien. Utbredningen i Asien i övrigt är ofullständigt känd.